# Against All Odds (Quartz)
| Recensione | Giudizio |
| ---------- | -------- |
| AllMusic   | [ 1 ]    |

Against All Odds è un album discografico del gruppo musicale britannico Quartz, pubblicato nel 1983 dall'etichetta discografica Heavy Metal Records.

## Il disco
Registrato con la collaborazione di Tony Iommi e con una formazione rinnovata (che vide Geoff Bate e Steve McLoughlin rilevare, nel ruolo di cantante e bassista, Mike Taylor e Derek Arnold) Against All Odds presenta delle sonorità che, pur mostrando delle caratteristiche simili all'heavy metal, risentono di notevoli contaminazioni elettroniche (in particolare nel brano The Wake, assolo di sintetizzatore composto assieme all'ex membro Geoff Nicholls) più proprie dell'AOR.
A causa di ciò l'album susciterà pareri negativi da parte della critica e del pubblico al punto che i Quartz, poco dopo la pubblicazione del disco, si scioglieranno definitivamente.

## Tracce
Lato A
1. Just Another Man – 4:25 (Bate, Hopkins, McLoughlin, Cope)
2. Madman – 3:45 (Bate, Hopkins, McLoughlin, Cope)
3. Too Hot to Handle – 4:25 (Bate, Hopkins, McLoughlin, Cope)
4. Hard Road – 3:02 (Hopkins, Garner, Cope)
5. Tell Me Why – 4:35 (Bate, Hopkins, McLoughlin, Cope)

Lato B
1. The Wake (Instrumental) – 0:36 (musica: Hopkins, Nicholls)
2. Buried Alive – 4:10 (Hopkins, Garner, Cope)
3. Silver Wheels – 3:45 (Hopkins, Garner, Cope)
4. Love 'Em & Run – 5:12 (Bate, Hopkins, McLoughlin, Cope)
5. Avalon – 3:40 (testo: Johnson – musica: Hopkins)
6. (It's) Hell Livin' Without You – 2:47 (Bate, Hopkins, McLoughlin, Cope)

## Formazione

### Gruppo
- Geoff Bate - voce, chitarra, pianoforte
- Mick Hopkins - chitarra elettrica ed acustica
- Steve McLoughlin - basso, sintetizzatore
- Malcolm Cope - batteria, percussioni

### Altri musicisti
- Geoff Nicholls - tastiere, voce

## Edizioni
- 1983 - LP, Heavy Metal Records HMR LP 9, Regno Unito
- 1983 - MC, Heavy Metal Records HMR MC 9, Regno Unito